# いのうえのぞみ
いのうえ のぞみ（1983年3月19日 - ）は、日本のタレント、モデル、写真家、ライター。東京都出身。

## 来歴・人物
高校生時代にスカウトされ、16歳だった1999年にデビュー。デビューは、大塚製薬「カロリーメイト」の広告の生徒会長役。2000年、ヤングマガジンが開催した「女子高生水着甲子園」で準グランプリ。当時の芸名は漢字表記の井上 望（読みは同じ）だったが、その後、平仮名表記で活動している。
第1期プチエンジェルに選出。『ファイナルファンタジーXI』PlayOnlineイメージキャラクターを務め、テレビ東京系列『やりすぎコージー』などレギュラー出演も多数。しかし24歳の時に所属事務所が倒産、社長もいなくなったことに引退状態になり、これを機に証券会社に就職し勤務。その後30歳を過ぎてから芸能界に復帰。2015年度バリ島観光大使に任命された。
その後、カメラを手に世界65か国・地域を旅してフォトグラファーとして活動。2019年にエチオピアで撮った写真が日本広告写真家協会（APA）のコンテストに入選し、同会の正会員となる。2021年にクラウドファンディングで集めた595万2000円を資金として、自ら被写体となった写真集「I／F」「Y／N」を製作。写真雑誌・旅行記などを中心にライター業も行う。「一瞬を閉じ込めて持って帰れるところ」が自分が写真にこだわる理由であるという。
趣味は旅行（世界65か国）、ダイビング（アドバンス）、 自動車レース。特技はテニス。この他、利き酒師の肩書きも持つ。

## 出演

### テレビ
- やりすぎコージー・土曜婦人（2006年、テレビ東京）
- 全力坂（2006年、テレビ朝日）
- 超V.I.P/アイドルニューフェイス（フジテレビ）
- バックステージパス（BSフジ）
- グーフィ（SPACE SHOWER TV）
- anicom.TV（テレビ東京）レギュラー
- ひるびん（テレビ埼玉）
- デジ屋台（TBS）
- 恋のデザートMap（SKY PerfecTV！）レギュラー
- グラビアの美少女（MONDO21）
- チャンネル北野（SKY PerfecTV！）
- ABCヴィーナスバトル（朝日放送）
- That's東京ディズニーリゾート（朝日放送）レギュラー

### CM・CF
- 大塚製薬 カロリーメイト（2000年度 版出版研究所賞 受賞）
- 常磐興産 スパリゾートハワイアンズ（2006年）
- 『PlayOnline FINAL FANTASY XI』イメージキャラクター （スクウェア・エニックス）

### ビデオ・DVD
- プチエンジェル 井上望（2001年、バップ）
- 花蓮（2003年、フォーサイド・ドット・コム）
- Meet The Girl Vol.11 （2006年、ビーエムドットスリー）
- NOZOMI（2006年、レーヴ）
- 全力坂（ジェネオン エンタテインメント）走者の1人として。

### ブロードバンドカラオケ
- いきものがかり「HANABI」
- 浜崎あゆみ「Beautiful Fight」
- AquaTimes「決意の朝に」

## 出版

### 雑誌
- ヤングマガジン 女子高生水着甲子園 準グランプリ（2000年 講談社）

他

### 写真集
- ノゾミモード（2001年10月、彩文館出版、撮影：SHOWN）ISBN 4916115678

### デジタル写真集
- エンジェルコレクションVol.1 井上望（2002年、デジタル出版）著：杉吉ゆうじ。
- Live Cute